# ニア・フランクリン

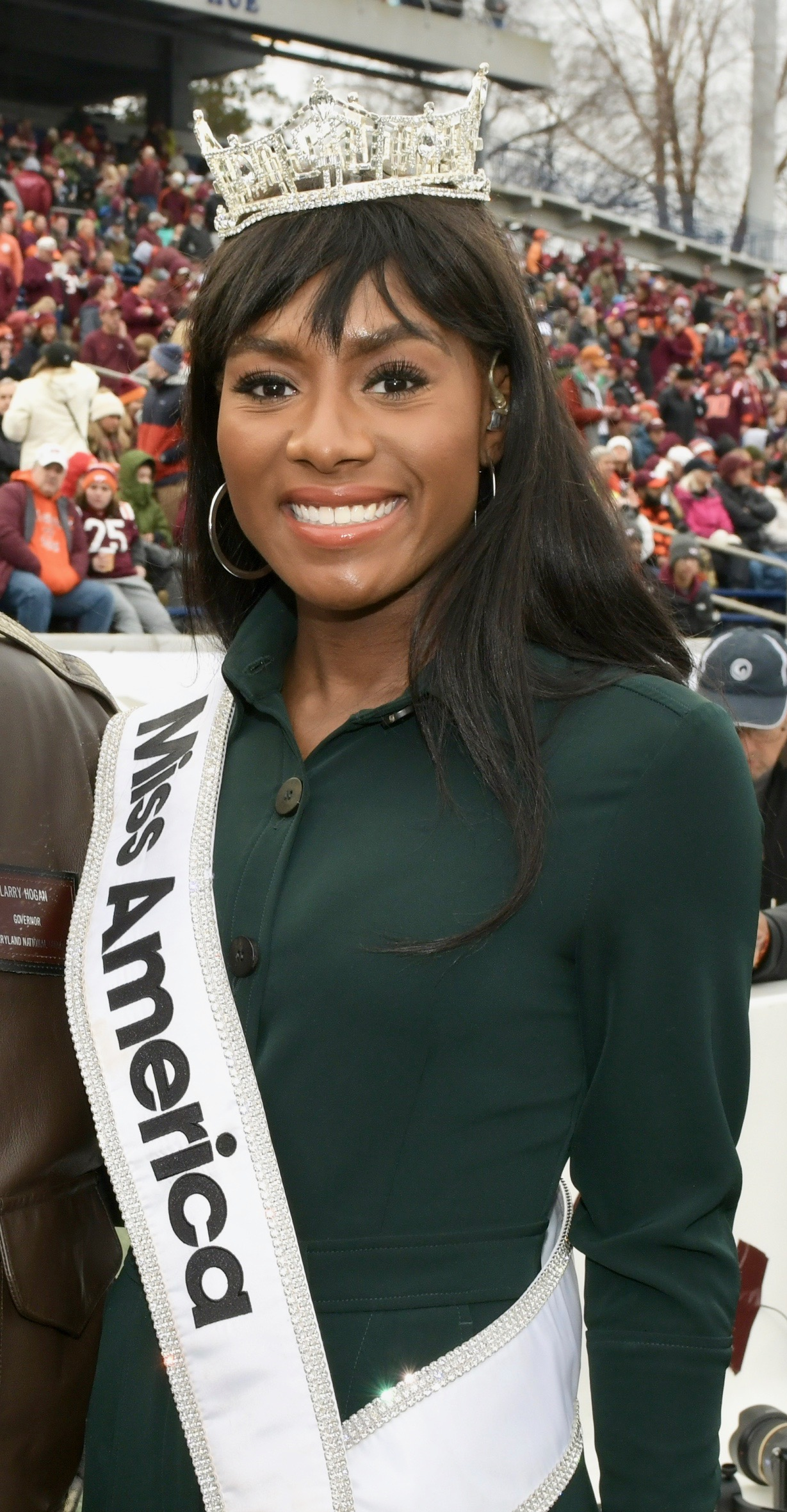
ニア・フランクリン

ニア・フランクリン（Nia Imani Franklin、1993年7月27日 - ）は、アメリカのソプラノ歌手およびミス・アメリカ。

## 人物
ノースカロライナ州ウィンストン・セーラム生まれ。ノースカロライナ大学芸術学部作曲専攻卒業。2018年11月9日、ミス・アメリカ2019で優勝した。